# Сомов, Пётр Арсентьевич
Пётр Арсентьевич Сомов (28 января 1921, Новосильский уезд, Тульская губерния, РСФСР, — 8 мая 1979, Петрозаводск, Карельская АССР, СССР) — Герой Советского Союза (1945), генерал-майор авиации.

## Биография
После окончания в 1938 году школы работал слесарем на заводе в Московской области. В 1940 призван в Красную Армию, в 1942 году окончил Борисоглебскую военно-авиационную школу лётчиков, в 1943 году — курсы командиров авиазвеньев.
С октября 1943 года в действующей армии, заместитель командира эскадрильи 482-го истребительного авиаполка 2-й воздушной армии 1-го Украинского фронта. К марту 1945 года совершил 102 боевых вылета, участвовал в 24 воздушных боях, в которых лично сбил 19 и в паре — 3 самолёта противника. 10 апреля 1945 года старшему лейтенанту П. А. Сомову было присвоено звание Героя Советского Союза с вручением ордена Ленина и медали «Золотая Звезда».
После Великой Отечественной войны продолжил службу в ВВС СССР, в 1951 году окончил Военно-воздушную академию, в 1960 году — Военную академию Генерального штаба Вооружённых Сил СССР.
В 1965—1973 годах — командир 5-й дивизии противовоздушной обороны в Карельской АССР.
С 1973 года генерал-майор авиации П. А. Сомов в запасе, проживал в Петрозаводске.
Похоронен на Сулажгорском кладбище Петрозаводска.